# Liga Luxemburguesa de Basquetebol de 2025-26
A Temporada da LBBL de 2024–25 será a 73ª edição da competição de elite do basquetebol de Luxemburgo tendo o BBC Etzella de Ettelbrück como defensor do título luxemburguês e com esta conquista superar o BBC Nitia de Bettembourg como maior campeão histórico da Liga de Luxemburgo, sendo que atualmente ambos possuem dezesseis títulos. Em tempo, os títulos do Nitia foram conquistados entre 1936 e 1954.
A liga teve seu nome alterado para a temporada 2024-25 em virtude de novo contrato de patrocinador e passou a se chamar Liga ENOVOS (ENOVOS League). O contrato foi firmado com empresa Enovos Luxembourg, estratégica fornecedora de gás e eletricidade.

## Equipes participantes
Com o rebaixamento de Avanti Mondorf e US Heffingen, coube ao Racing Luxembourg e ao Kordall Steelers substituíre-los.
|            | Clube                 | Cidade           | Arena                                   |
| ---------- | --------------------- | ---------------- | --------------------------------------- |
|            | AB Contern            | Contern          | Ginásio Esportivo "Um Ewent"            |
|            | Amicale Steinsel      | Steinsel         | Ginásio Poliesportivo "Alain Marchetti" |
|            | Arantia Larochette    | Larochette       | Hall sportif Centre Filano              |
|            | Basket Esch           | Esch-sur-Alzette | Ginásio Poliesportivo Esch-sur-Alzette  |
| Luxemburgo | Etzella Ettelbruck    | Ettelbrück       | Centro Esportivo du Deich               |
| Aumento    | Kordall Steelers      | Pétange          | Centre Sportif Fousbann                 |
|            | Mambra Mamer          | Mamer            | Campus Scolaire Capellen                |
|            | Musel Pikes           | Stadtbredimus    | Sporthal Stadbriedemes                  |
| Aumento    | Racing Luxembourg     | Luxemburgo       | Stade 'Josy Barthel'                    |
|            | Résidence Walferdange | Walferdange      | Pavilhão Esportivo                      |
|            | Sparta Bertrange      | Bertrange        | Centro Atert                            |
|            | T71 Dudelange         | Dudelange        | Salle Fos Grimler                       |

fonte: luxembourg.basketball.com
| Aumento    | Equipes promovidas da segunda divisão na temporada anterior |
| Luxemburgo | Atual campeão de Luxemburgo                                 |
|            | Atual campeão da Copa de Luxemburgo                         |

## Temporada regular

### Tabela de classificação
| Pos. | Clube                 | J | V | D | P+ | P- | Pt. | Classificação |
| ---- | --------------------- | - | - | - | -- | -- | --- | ------------- |
| 1    | AB Contern            |   |   |   |    |    |     | Playoffs      |
| 2    | Amicale Steinsel      |   |   |   |    |    |     | Playoffs      |
| 3    | Arantia Larochette    |   |   |   |    |    |     | Playoffs      |
| 4    | Basket Esch           |   |   |   |    |    |     | Playoffs      |
| 5    | Etzella Ettelbruck    |   |   |   |    |    |     | Playoffs      |
| 6    | Kordall Steelers      |   |   |   |    |    |     | Playoffs      |
| 7    | Mambra Mamer          |   |   |   |    |    |     | Playoffs      |
| 8    | Musel Pikes           |   |   |   |    |    |     | Playoffs      |
| 9    | Racing Luxembourg     |   |   |   |    |    |     | Playouts      |
| 10   | Résidence Walferdange |   |   |   |    |    |     | Playouts      |
| 11   | Sparta Bertrange      |   |   |   |    |    |     | Playouts      |
| 12   | T71 Dudelange         |   |   |   |    |    |     | Playouts      |

fonte: luxembourg.basketball.com

### Confrontos
| Casa\Visitante        | ABC | AMI | ARA | ESC | ETZ | KOR | MAM | MUS | RAC | RES | SPA | T71 |
| --------------------- | --- | --- | --- | --- | --- | --- | --- | --- | --- | --- | --- | --- |
| AB Contern            |     |     |     |     |     |     |     |     |     |     |     |     |
| Amicale Steinsel      |     |     |     |     |     |     |     |     |     |     |     |     |
| Arantia Larochette    |     |     |     |     |     |     |     |     |     |     |     |     |
| Basket Esch           |     |     |     |     |     |     |     |     |     |     |     |     |
| Etzella Ettelbruck    |     |     |     |     |     |     |     |     |     |     |     |     |
| Kordall Steelers      |     |     |     |     |     |     |     |     |     |     |     |     |
| Mambra Mamer          |     |     |     |     |     |     |     |     |     |     |     |     |
| Musel Pikes           |     |     |     |     |     |     |     |     |     |     |     |     |
| Racing Luxembourg     |     |     |     |     |     |     |     |     |     |     |     |     |
| Résidence Walferdange |     |     |     |     |     |     |     |     |     |     |     |     |
| Sparta Bertrange      |     |     |     |     |     |     |     |     |     |     |     |     |
| T71 Dudelange         |     |     |     |     |     |     |     |     |     |     |     |     |

fonte:luxembourg.basketball.com

## Playouts

### Classificação
| Pos. | Clube | J | V | D | P+ | P- | Pt. | Classificação |
| ---- | ----- | - | - | - | -- | -- | --- | ------------- |
| 9    |       |   |   |   |    |    |     |               |
| 10   |       |   |   |   |    |    |     | Repescagem    |
| 11   |       |   |   |   |    |    |     | Rebaixados    |
| 12   |       |   |   |   |    |    |     | Rebaixados    |

### Repescagem
| Time 1 | Série | Time 2 | 1º Jogo | 2º Jogo | 3º Jogo |
| ------ | ----- | ------ | ------- | ------- | ------- |
|        | -     |        |         |         |         |

## Playoffs

### Quartas de final
| Time 1 | Série | Time 2 | 1º Jogo | 2º Jogo | 3º Jogo |
| ------ | ----- | ------ | ------- | ------- | ------- |
|        | -     |        |         |         |         |
|        | -     |        |         |         |         |
|        | -     |        |         |         |         |
|        | -     |        |         |         |         |

### Semifinais
| Time 1 | Série | Time 2 | 1º Jogo | 2º Jogo | 3º Jogo |
| ------ | ----- | ------ | ------- | ------- | ------- |
|        | -     |        |         |         |         |
|        | -     |        |         |         |         |

### Finais
| Time 1 | Série | Time 2 | 1º Jogo | 2º Jogo | 3º Jogo | 4º Jogo | 5º Jogo |
| ------ | ----- | ------ | ------- | ------- | ------- | ------- | ------- |
|        | -     |        |         |         |         |         |         |

### Premiação
| Liga Enovos de 2025-26        |
| Luxemburgo                    |
| ----------------------------- |
| Campeão A decidir ( ° título) |